# 斯拉夫尼夫卡
49°13′5″N 34°2′56″E / 49.21806°N 34.04889°E
斯拉夫尼夫卡（烏克蘭語：Славнівка），是烏克蘭中部的村莊，隸屬波爾塔瓦州的波爾塔瓦區。該村處於沃夫恰河左岸，距離布堅基1.5公里，海拔高度89米，2001年人口2。